# Robert Warren Miller
Robert Warren Miller (23 de mayo de 1933) es un milmillonario, empresario, cofundador de la cadena de tiendas de lujo DFS y campeón en navegación británico. Es el padre de la princesa heredera Marie Chantal de Grecia, de Alejandra von Fürstenberg y de Pia Getty, acuñadas como The Miller Sisters (español: Las Hermanas Miller) por los medios y la alta sociedad.

## Primeros años y educación
Miller nació en Quincy, Condado de Norfolk, Massachusetts, en 1933, el hijo de Ellis Warren Appleton Miller (1898 – 1986), un contable y administrador financiero descendiente de varios pasajeros del barco Mayflower; y Sophia "Sophie" June Squarebriggs (1899–1998), una docente canadiense. 
Entre sus ancestros familiares se encuentra la elite colonial norteamericana-británica y debido a esto, desciende de los reyes Enrique I de Inglaterra, Luis IV de Francia, y Guillermo I de Escocia.
Miller asistió a la Universidad Cornell y se graduó en 1955, con un Bachillerato de Ciencias en Administración Hotelera.

## Vida personal
Miller está casado con la ecuatoriana María Clara "Chantal" Pesantes Becerra, tienen tres hijas: Pia (1966), Marie Chantal (1968), y Alexandra (1972). A través de sus hijas tiene 11 nietos.